# Olivier Perrot
Olivier Perrot (* 9. April 1598 in Neuenburg; † 20. Oktober 1669 in Boudry) war ein Schweizer evangelischer Geistlicher.

## Leben

### Familie
Olivier Perrot entstammte der Familie Perrot und war der Sohn von Abraham Perrot († 1677), Pfarrer in Cortaillod, und dessen Ehefrau Suzanne Bosset.
Am 6. November 1633 heiratete er in Cornaux Wilhelmine († 1691), Tochter des Neuenburger Ratsherrn und Bürgermeisters David Berthoud-dit-Grenot (* 9. April 1579 in Neuenburg).

### Werdegang
Olivier Perrot begann 1615 ein Studium an der Höheren Schule Zürich und erhielt hierzu 1616 ein Stipendium; er setzte das Studium an der Académie de Genève am 24. Juli 1617 fort und beendete es 1621 mit seiner Dissertation De praedestinatione.
1623 wurde er ordiniert und war von 1624 bis 1631 Diakon und Schulmeister in Môtiers im Val de Travers. Darauf wurde er 1631 zum Pfarrer in Cornaux gewählt. Anschliessend erfolgte 1637 seine Wahl zum Pfarrer in Neuenburg, dort war er bis 1655 tätig, bevor er von 1656 bis 1657 als Pfarrer in Colombier, von 1659 bis 1661 in Cortaillod und von 1661 bis zu seinem Tod in Boudry tätig war; in dieser Zeit war er zwischen 1634 und 1666 fünfmal Dekan des Pfarrkapitels.

### Geistliches und berufliches Wirken
Als Olivier Perrot 1637 zum Pfarrer in Neuenburg ernannt werden sollte, widersetzte sich der dortige Rat wegen seiner unangebrachten Äusserungen. Nachdem er jedoch eingelenkt hatte, erfolgte darauf seine Berufung zum Pfarrer.
1654 geriet er in einen Konflikt mit den Behörden, weil er die Rechte des Pfarrkapitels verteidigte, dazu trugen ihm seine kritischen Bemerkungen 1655 einen Verweis und 1657 seine Absetzung vom Amt ein; erst auf Befehl des Fürsten Henri II. d’Orléans-Longueville wurde die Strafe 1659 aufgehoben.
Zwischen 1643 und 1650 schrieb er sein Werk La vie de Guillaume Farel, Pasteur de la Ville de Neuchastel en Swisse, dies ist damit die älteste handgeschriebene Schrift zum Leben von Guillaume Farel, die erhalten geblieben ist und sich in der Bibliotheque des Pasteurs in Neuenburg befindet.

## Schriften (Auswahl)
- De praedestinatione. Genf 1621.
- La vie de Guillaume Farel, Pasteur de la Ville de Neuchastel en Swisse. 1650.